# Cryphia conspersa
Cryphia conspersa är en fjärilsart som beskrevs av Hugo Theodor Christoph 1892. Cryphia conspersa ingår i släktet Cryphia och familjen nattflyn. Inga underarter finns listade i Catalogue of Life.